# Współcześni muszkieterowie
Współcześni muszkieterowie (ang. 3 Musketeers) – amerykański film sensacyjny z 2011 roku w reżyserii Cole'a McKaya.

## Opis fabuły
Oficer Agencji Bezpieczeństwa Narodowego Alexandra D'Artagnan (Heather Hemmens) odkrywa spisek dotyczący zamachu na prezydenta USA. Postanawia sama powstrzymać przestępców. Wkrótce uświadamia sobie, że potrzebuje pomocy grupy specjalistów.

## Obsada
- Heather Hemmens jako Alexandra D'Artagnan
- XIN jako Athos
- Keith Allan jako Porthos
- Michele Boyd jako Aramis
- David Chokachi jako Lewis
- Darren Thomas jako Rockford
- Alan Rachins jako Treville
- Edward DeRuiter jako Jenkins

i inni